# Zespół Regionalny „Gdowianie”
Zespół Regionalny „Gdowianie” – zespół ludowy, powstały w Gdowie w 1973 r. Rozpoczął swoją działalność od wystawienia widowiska obrzędowego pt. „Wesele” w miejscowym Domu Kultury. Od tego czasu „Gdowianie” zajęli się poszukiwaniem i opracowywaniem zwyczajów regionalnych. W swoim repertuarze mają m.in. „Wesele gdowskie”, „Wigilię”, „Mięsopust” oraz widowisko dożynkowe „U nasygo jegomości”. Zespół otrzymał główną nagrodę w ogólnopolskim konkursie „Obrzędy i Zwyczje Ludowe” – Rzeszów 1989 r. „Gdowianie” są również wielokrotnym laureatem Złotej Spinki w Ogólnopolskim Konkursie Zespołów Kolędniczych w Bukowinie Tatrzańskiej. Na koncertach w kraju i za granicą prezentują tańce, pieśni i przyśpiewki krakowskie.